# Duttlenheim
Duttlenheim je francouzská obec v departementu Bas-Rhin v regionu Grand Est, asi 20 km jihozápadně od Štrasburku. V roce 2013 zde žilo 2 849 obyvatel.

## Poloha obce
Sousední obce jsou: Altorf, Blaesheim, Dachstein, Ernolsheim-Bruche, Duppigheim a Innenheim.

## Vývoj počtu obyvatel
Počet obyvatel